# Joy to the love (globe)
「Joy to the love (globe)」（ジョイ・トゥ・ザ・ラヴ グローブ）は、globeの2枚目のシングル。1995年9月27日にavex globeから発売された。

## 解説
トヨタ自動車「サイノス」CMソング。このCMには小室哲哉も出演していた。
タイトルに「(globe)」と記載されているのは、本来このように歌唱するはずだったが、歌い難いということで変更されたという経緯によるものである。この表記は本シングルと「globe decade -single history 1995-2004-」のみで、以降に収録されたその他のアルバムでは使われていない。
タイトルはスリー・ドッグ・ナイトの楽曲「Joy to the World」から引用している。
歌詞のテーマは「恋に深く堕ちていく淫らな世界」「自分で職業を選んだ働く女性が、男性に抱いている屈折した愛情」を表現している。
ジャングルのループ素材を使って、ピアノのフレーズはボサノヴァ風にした。
曲の完成後、小室は本楽曲が使用されたCM撮影のためニューヨークに滞在していたが、スポンサー側から急遽「もっと売れる曲に変えて欲しい」との異例の要望があった。スポンサー側は「楽曲そのものの変更は希望しておらず、あくまでもアレンジを変えて欲しい」という意向だったが、CM制作サイドが小室側にスポンサーの意向を細かく伝えなかったために小室側は曲の作り直しを要望されたと認識。ニューヨークから帰国した脚でそのまま山梨県の河口湖スタジオに向かい、一昼夜不眠不休で新たな曲を作ることになった。新たな楽曲をCM制作サイドが確認し、そこで初めてお互いの認識に齟齬が発生していることが発覚する。楽曲そのものの変更を希望していないスポンサー側からも「前の曲に戻して欲しい」と要望があり、結局元の曲を若干手直しすることでCM曲として採用された経緯がある。この一連のやり取りは当時、日本テレビ系列で放送されていたスーパーテレビ情報最前線の小室哲哉密着ドキュメントで放送された。なお、この時新たに制作された曲は後に、華原朋美の「I BELIEVE」として発売された。
オリコン初登場1位。globeにとって初のオリコン週間1位獲得楽曲。売上は80万枚を突破した。

## 収録曲
| 全作詞・作曲・編曲: 小室哲哉。 |                                            |          |            |      |
| #                              | タイトル                                   | 作詞     | 作曲・編曲 | 時間 |
| 1.                             | 「Joy to the love (globe) (ORIGINAL MIX)」 | 小室哲哉 | 小室哲哉   | 4:15 |
| 2.                             | 「Joy to the love (globe) (JUNGLE MIX)」   | 小室哲哉 | 小室哲哉   | 6:49 |
| 3.                             | 「Joy to the love (globe) (TV MIX)」       | 小室哲哉 | 小室哲哉   | 4:15 |
| 合計時間:                      | 合計時間:                                  | 15:19    |            |      |

クレジット
- Produced : 小室哲哉
- Mixed : Dave Ford

## 収録アルバム
Joy to the love
- globe
- CRUISE RECORD 1995-2000
- globe decade -single history 1995-2004-
- 15YEARS -BEST HIT SELECTION-
- #globe20th -SPECIAL COVER BEST-（COVER+BEST盤のみ短縮バージョンを収録）

## カバー
- AAA - V.A.『#globe20th -SPECIAL COVER BEST-』（2015年12月16日）に収録[6]。